# Pieter Rembrantsz van Nierop
Pieter Rembrantsz van Nierop (overleden Hoorn, 1708) was een zeventiende-eeuwse astronoom, landmeter, wiskundige, almanakberekenaar, weesmeester, onderwijzer en vermaner.

## Leven en werk
Van Nierop heeft ruim honderd almanakken vanaf 1678 tot 1708 op zijn naam staan. Bovendien actualiseerde hij tal van boeken van Dirck Rembrantsz van Nierop en liet ze tevens herdrukken. Tevens bewaarde en kopieerde hij zo'n honderd brieven geschreven door of verstuurd naar Dirck Rembrantsz van Nierop.

### Almanakken
Van Nierop schreef en werkte mee aan vele almanakken, onder andere Koopmans comptoir almanach (uitg. A. Magnus, Amsterdam), Zaagmans comptoir almanach en Comptoir almanach (uitg. Gerrit Saeghman, Amsterdam), Comptoir almanach (uitg.Jacob van Campen, Amsterdam), Almanach (uitg. W.van Trier, Alkmaar), Utrechtse almanach (uitg. A. van Paddenburgh, Utrecht), Dordrechtse almanach (uitgever Joannes van Braam, Dordrecht), Tydt-wyser, Comptoir almanach' 'en Borgerwacht almanach (uitg. J. Stichter, Amsterdam) en de Nieropper-Enkhuyzer almanach (uitgever W.van Bloemen, Amsterdam).
- Gemeinsame Normdatei: 122908546
- Virtual International Authority File: 69822244
- WorldCat: E39PBJqQwCTMbXT44Qy8Jd4KBP